# Makronukleus
Als Makronukleus (Makronucleus, seltener auch Meganukleus) bezeichnet man den Großkern der Wimpertierchen (beispielsweise beim Pantoffeltierchen). Er liegt in diesen Einzellern als größeres, meistens bohnenförmig aussehendes, polyploides Gebilde neben dem viel kleineren Mikronucleus oder neben mehreren Mikronuclei. Während des Vorgangs der Konjugation wird der Makronucleus aufgelöst, bildet sich später aber neu.